# Kirovgrad
Ne doit pas être confondu avec Kirovohrad, ville d'Ukraine
Kirovgrad (en russe : Кировград) est une ville de l'oblast de Sverdlovsk, en Russie. 

## Géographie
Kirovgrad est située à 99 km au nord-ouest de Iekaterinbourg.

## Histoire
En 1661, le village de Kalata fut fondé sur le site. En 1928, il accéda au statut de commune urbaine et en 1932 à celui de ville. En décembre 1935, la ville fut renommée Kirovgrad en l'honneur du dirigeant soviétique Sergueï Kirov, assassiné l'année précédente.

## Population
Sa population s'élevait à 20 305 habitants en 2015.
- Recensements (*) ou estimations de la population[1]

| 1959*  | 1970*  | 1979*  | 1989*  | 2002*  |
| ------ | ------ | ------ | ------ | ------ |
| 22 713 | 23 031 | 24 031 | 25 598 | 23 197 |

| 2010*  | 2012   | 2013   | 2014   | 2015   |
| ------ | ------ | ------ | ------ | ------ |
| 21 006 | 20 681 | 20 481 | 20 271 | 20 305 |

## Transports
La gare ferroviaire d'Ejevaïa, sur la ligne Iekaterinbourg – Nijni Taguil se trouve à 9 km de Kirovgrad.

## Économie
Kirovgrad possède deux établissements métallurgiques :
- Une fonderie de cuivre, établie en 1912
- Une usine d'alliages, mise en service en 1942.